# Knyahinya (meteorito)
El meteorito de Knyahinya es un meteorito condrítico que cayó sobre la Tierra en 1866 en Knyahinya (Imperio austrohúngaro, hoy Ucrania). De 500 kg de peso, es el mayor meteorito caído en la actual Ucrania —por delante del de Augustinovka—,  y uno de los mayores caídos en Europa.

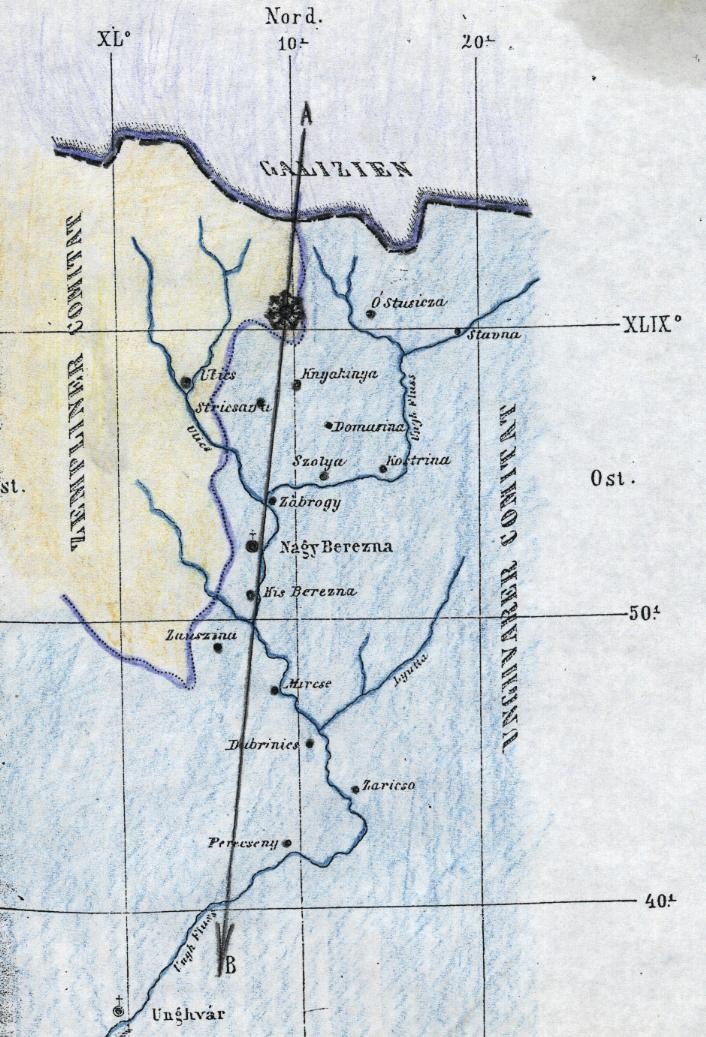
Mapa de la caída de fragmentos del meteorito.

## Historia
El 9 de junio de 1866, unos minutos antes de las 5 de la tarde, una lluvia de más de mil piedras cayó del cielo sobre un área de 15 × 5 km centrada en el pueblo de Knyahinya (Imperio austrohúngaro). Actualmente esta localización pertenece al óblast de Zakarpatia en Ucrania, muy cerca del límite con Eslovaquia. De hecho, el cráter de meteorito se encuentra a solo unos cientos de metros de la frontera eslovaca.
Las circunstancias de la caída fueron descritas en detalle por Haidinger (1866) y el meteorito fue analizado por Baum-Hauer en 1872. Wülfing (1897) enumeró la ubicación de los distintos fragmentos caídos, estando estos ampliamente distribuidos por numerosos lugares.
El peso total de los fragmentos fue de unos 500 kg, pesando el mayor de ellos 293 kg.
En la actualidad, la mayor parte del meteorito, incluida la masa de 293 kg, se encuentra en el Museo de Historia Natural de Viena.
Se ha inferido que la masa del meteorito antes de la entrada a nuestra atmósfera era de aproximadamente 1300 - 1400 kg, lo que corresponde a un radio medio de 45 cm.

## Composición
Los minerales identificados en el meteorito de Knyahinya son olivino, minerales del subgrupo de los ortopiroxenos, plagioclasa, troilita y cromita.
La estructura del meteorito es muy condrítica, siendo el diámetro de los cóndrulos 3 mm o inferior.
Dichos cóndrulos varían en composición y estructura: algunos contienen olivino —como cristales idiomorfos o en forma de listones— y otros son enteramente de ortopiroxeno.
La troilita y la cromita forman granos irregulares.
La composición elemental de este meteorito presenta un 40,72% de SiO2, un 25,11% de MgO y un 16,44% de FeO.

## Clasificación
El meteorito de Knyahinya está catalogado como condrita L/LL5, siendo el más masivo de este grupo por delante del de Araslanovo.